# Yamamotoa bomjardinensis
Yamamotoa bomjardinensis är en svampart som beskrevs av Bat. 1960. Yamamotoa bomjardinensis ingår i släktet Yamamotoa och familjen Asterinaceae.   Inga underarter finns listade i Catalogue of Life.